# Irmin Henkel

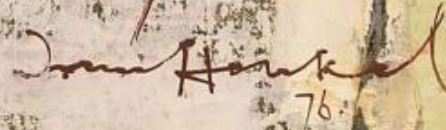
Eine Signatur von Irmin Henkel, 1976

Irmin Henkel (* 29. Januar 1921 bei Hannover; † 6. September 1977 in Pretoria, Südafrika) war ein südafrikanischer Maler.

## Leben
Irmin Henkel war deutscher Abstammung. Von 1939 bis 1946 studierte er Medizin und nahm in den deutschen Streitkräften am Zweiten Weltkrieg teil.
Henkel war ein autodidaktischer Künstler, der während seines Studiums und Militärdienstes in der Freizeit malte und zeichnete. 1943 beteiligte er sich an der Organisation einer Gemäldeausstellung von Medizinstudenten in Bonn und erhielt dort erste Porträtaufträge. 1947 praktizierte er ein Jahr als Arzt für orthopädische Chirurgie, widmete sich dann aber ganz seiner Malerei, die zu dieser Zeit überwiegend abstrakte Züge trug. Von 1948 bis 1951 lebte er in Ascona in der Schweiz, wo er sich, beeinflusst von der Arbeit des Malers Karl Schmidt-Rottluff, der Landschaftsmalerei zuwandte.

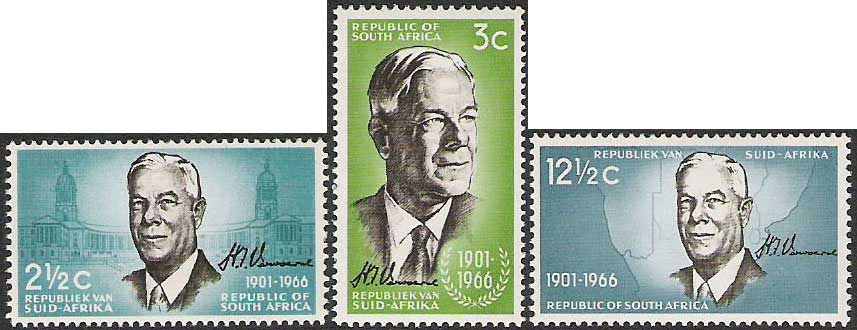
Briefmarken zum Gedenken an Hendrik Frensch Verwoerd, 1966

1951 übersiedelte Henkel nach Südafrika, wo er 1953 seine Approbation als Arzt erhielt und darauf in Pretoria praktizierte. Hier schuf er ein Porträt des damaligen Premierministers Daniel François Malan, durch das er rasch Bekanntheit als Porträtist erlangte und zahlreiche Aufträge von privater und öffentlicher Hand erhielt. Nach dem Tod von Premierminister Hendrik Frensch Verwoerd 1966 entwarf Henkel eine Reihe südafrikanischer Gedenkbriefmarken. 1969 stellte er nach vierjähriger Arbeit eins seiner großen Auftragsgemälde fertig, auf dem er die 19 Mitglieder des ersten Kabinetts der Republik Südafrika von 1961 abbildete. Er verbrachte hierfür einige Monate in Europa und studierte Werke von Rembrandt und Leonardo da Vinci. Das Gemälde hängt im Speisesaal des House of Assembly of South Africa, zusammen mit dem Bild des Malers Edward Roworth mit dem Titel National Convention. Andere Arbeiten Henkels befinden sich heute in der Pietersburg Collection des Pretoria Art Museums sowie in der Bibliothek von Lichtenburg.
Der „Hofporträtist“ der südafrikanischen Regierung wandte sich 1970 von der Porträtarbeit ab und wählte nun Stillleben, Akte und Landschaften als Motive. Er betätigte sich wieder als Vollzeitmaler, nachdem er seine medizinische Arbeit stark reduziert hatte. 1977 verstarb Irmin Henkel plötzlich und unerwartet in Pretoria.

## Ausstellungen
- 1946: Erste Einzelausstellung, Bonn
- 1951: Erste Einzelausstellung in Südafrika, Pretoria
- 1952: Van Riebeeck Tercent Art Exhibition, Kapstadt
- 1960: Second Quad of South African Art
- 1966: Republic Festival Exhibition, Pretoria
- 1966: Prestige exhibition, Pretoria Art Museum
- 1972: Exhibition of landscapes and still lifes, South African Association of Arts, Pretoria
- 1977: The Art of the Portrait, Pretoria Art Museum
- 1978: Memorial Tribute, Pretoria Art Museum

## Ehrungen
Im Stadtteil Die Wilgers von Pretoria ist die Irmin Henkel Street nach dem Künstler benannt worden.